# Meziboří
Meziboří (niem. Schönbach) − miasto w Czechach, w kraju ujskim.
Według danych z 31 grudnia 2003 powierzchnia miasta wynosiła 1 440 ha, a liczba jego mieszkańców 4 885 osób.

## Demografia
| Rok             | 1970  | 1980  | 1991  | 2001  | 2003  |
| --------------- | ----- | ----- | ----- | ----- | ----- |
| Liczba ludności | 6 210 | 5 588 | 5 158 | 4 969 | 4 885 |

Źródło: Czeski Urząd Statystyczny